# Honda Integra
Der Honda Integra bzw. Acura Integra (Nordamerika) ist ein Modell der Unteren Mittelklasse, welches von 1985 bis 2006 auf verschiedenen Märkten angeboten wurde. 2021 wurde die Baureihe von Honda zunächst auf dem chinesischen Markt wieder eingeführt, 2022 als Acura auch wieder in Nordamerika. Das Modell basiert auf der Plattform des jeweiligen Honda Civic.

## 1. Generation (AV-Serie, 1985–1989)
Das erste Modell wurde in Japan zunächst als Quint Integra angeboten. Erst mit der Einführung auf anderen Märkten wurde der Integra zum alleinigen Modellnamen. Anfangs war nur das dreitürige Schrägheck erhältlich, im Oktober 1985 kam der Fünftürer hinzu.
In Nordamerika wurde das Modell unter der Marke Acura als Acura Integra angeboten (als Drei- und Fünftürer). Auf dem australischen Markt war ebenfalls der baugleiche Rover 416i erhältlich.

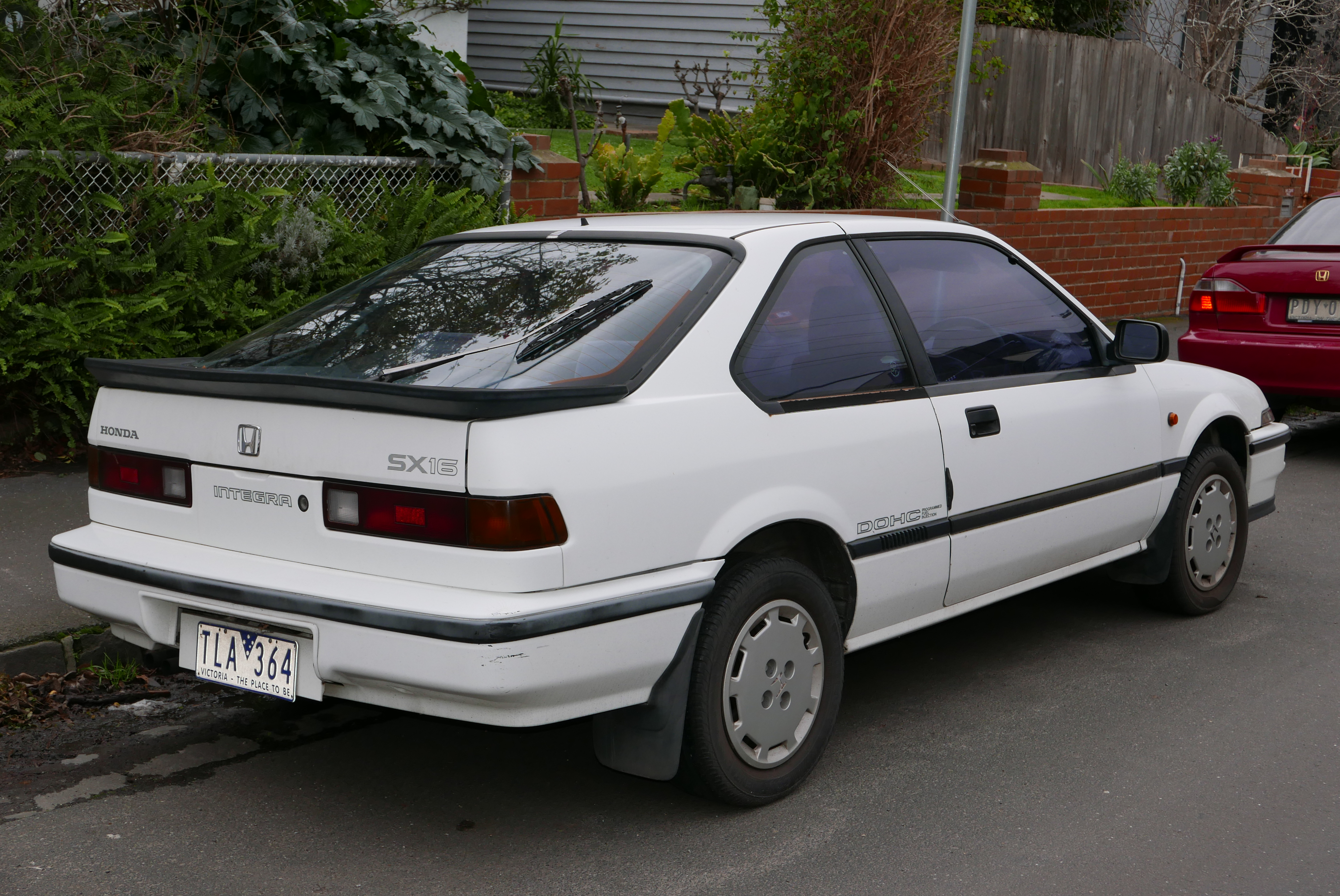
Heckansicht
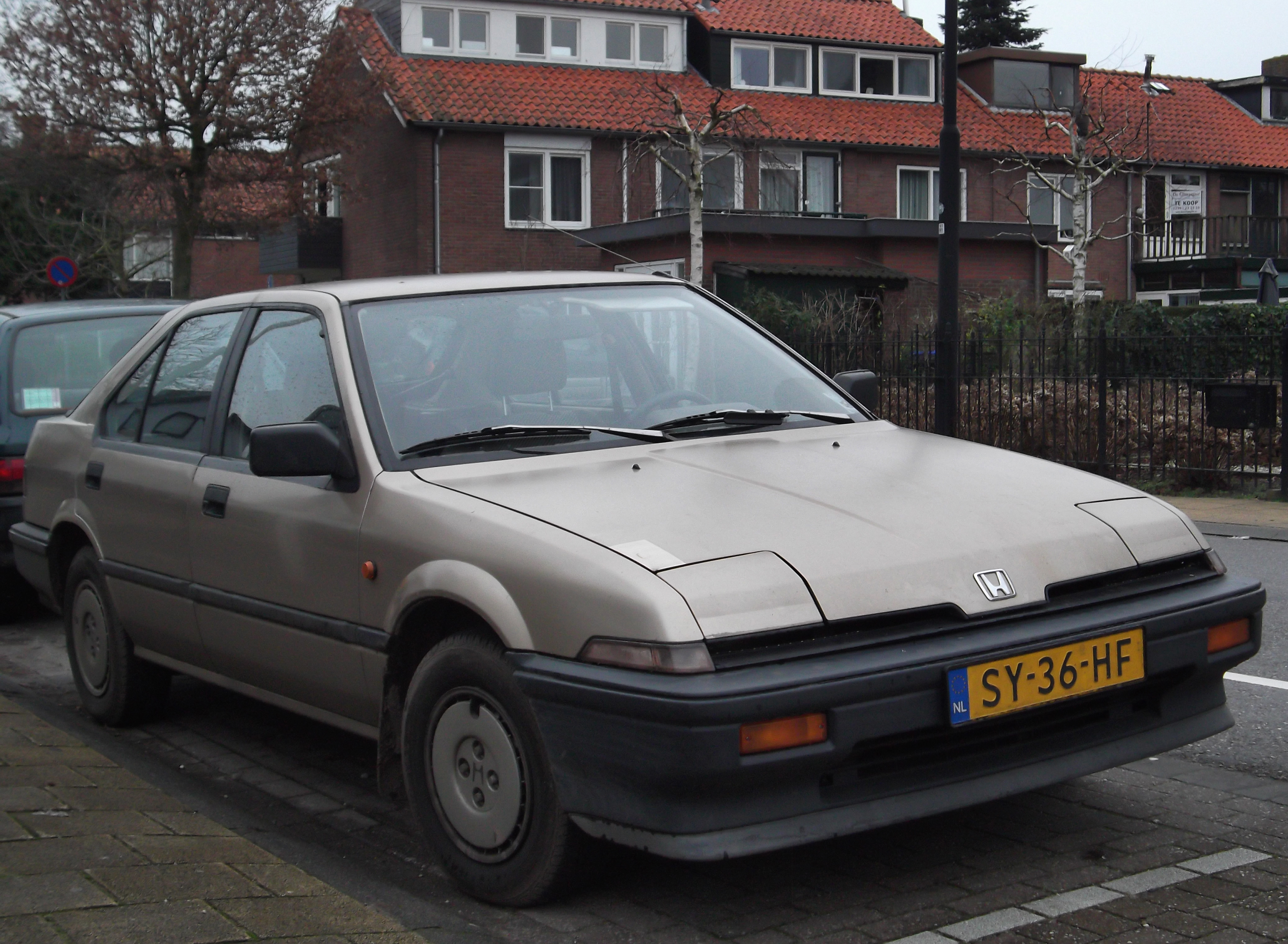
Fünftürer
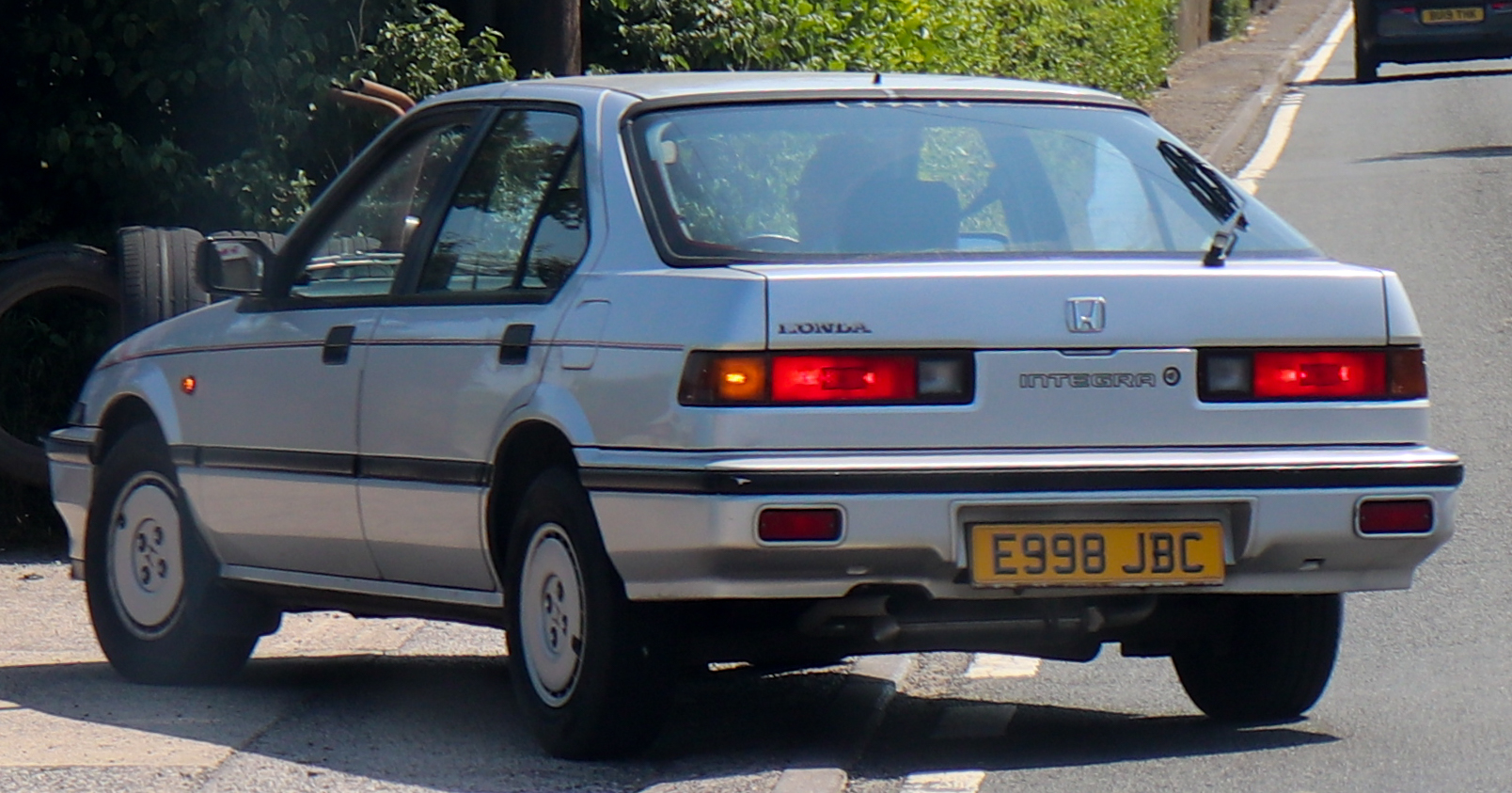
Heckansicht
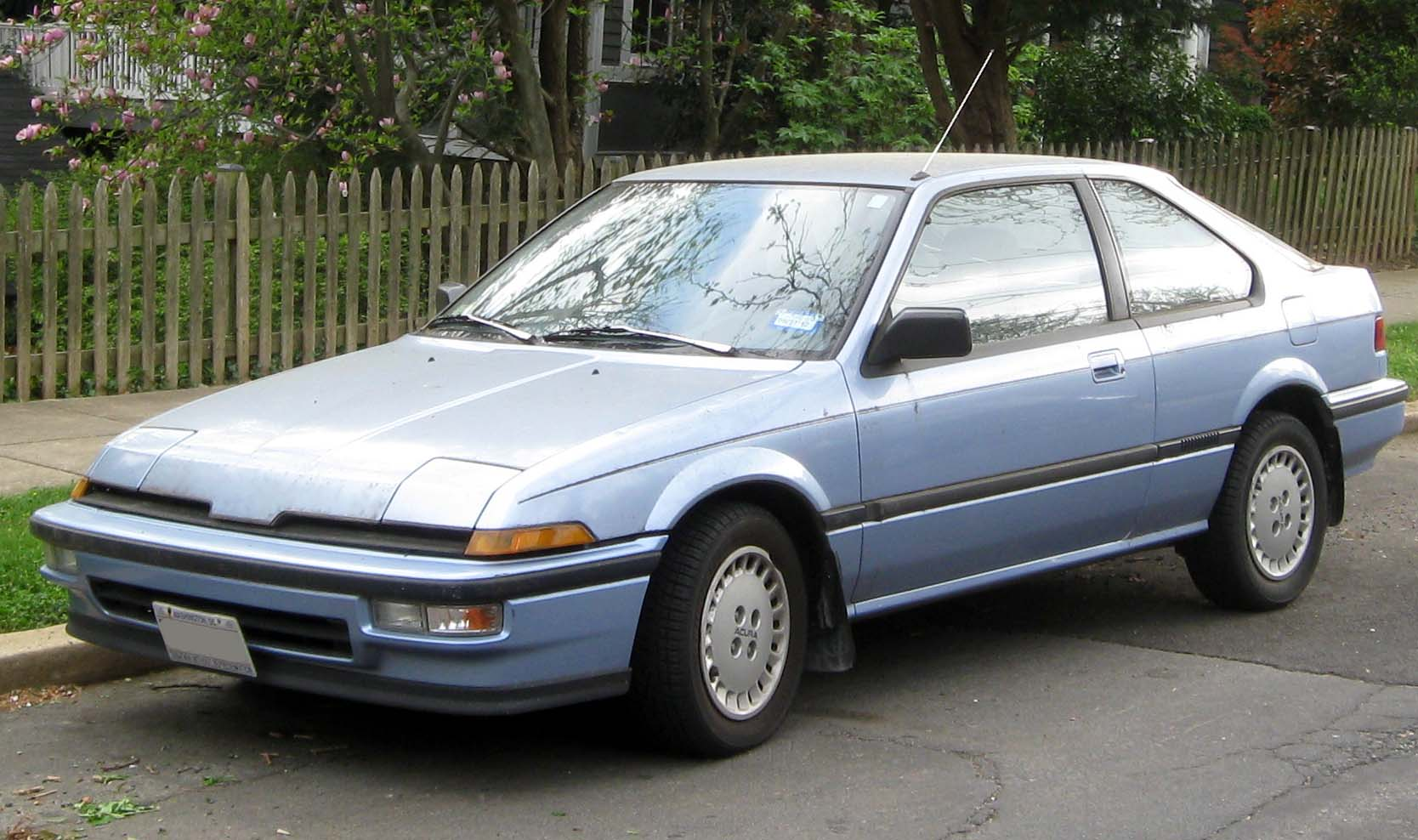
Acura Integra

## 2. Generation (DA5–DA9, DB1–DB2, 1989–1993)
Mit der zweiten Generation wurde die fünftürige Fließheckversion fallengelassen und das Modell als sportlichere Alternative zum verwandten Honda Civic positioniert. Passend dazu wurde eine GS-R genannte Sportversion angeboten. In Europa wurde diese Generation nicht mehr angeboten.
Auch diese Version gab es für Nordmarika wieder als Acura Integra. Verkauft wurde hier auch die Limousine.

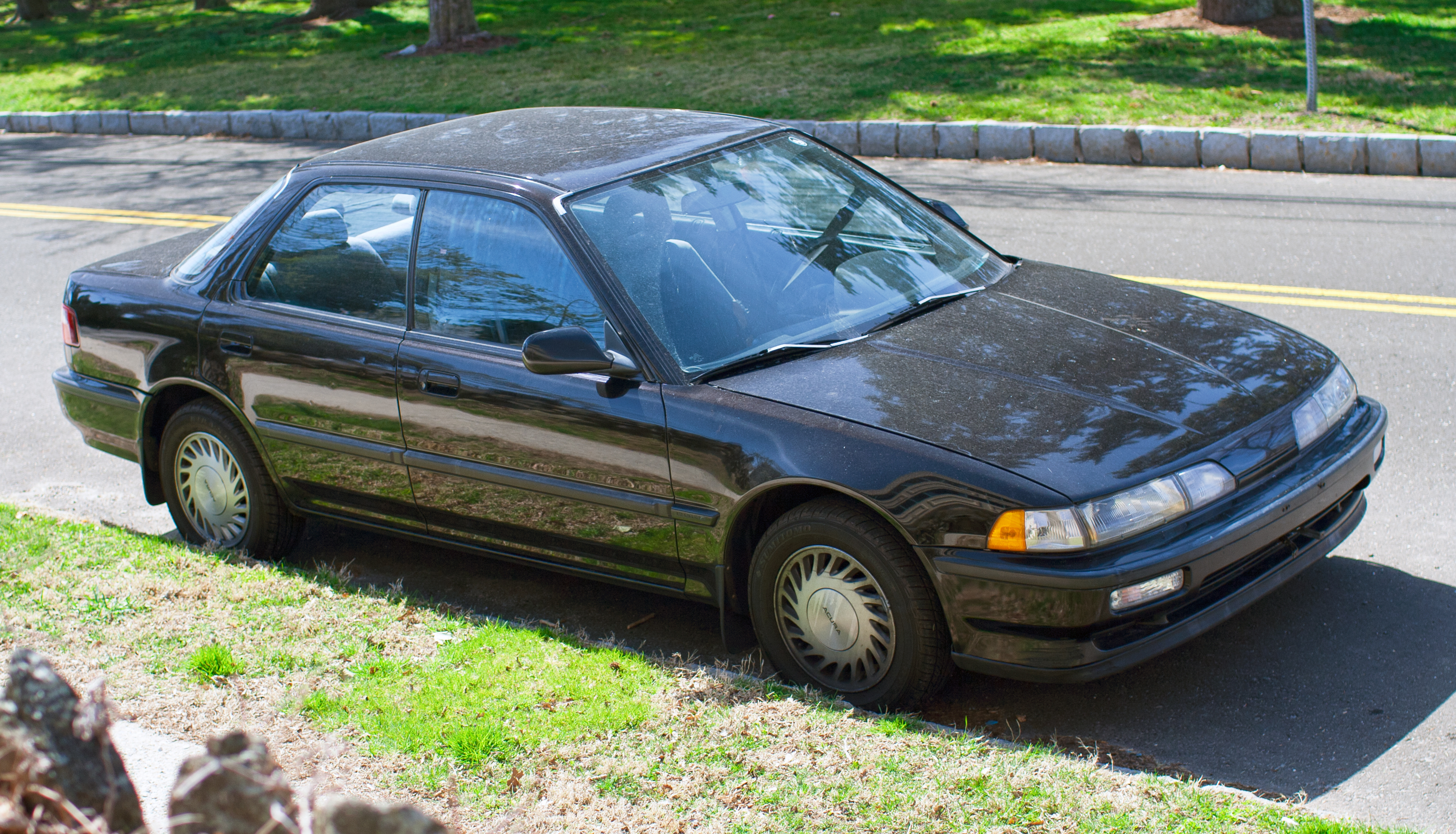
Acura Integra Limousine
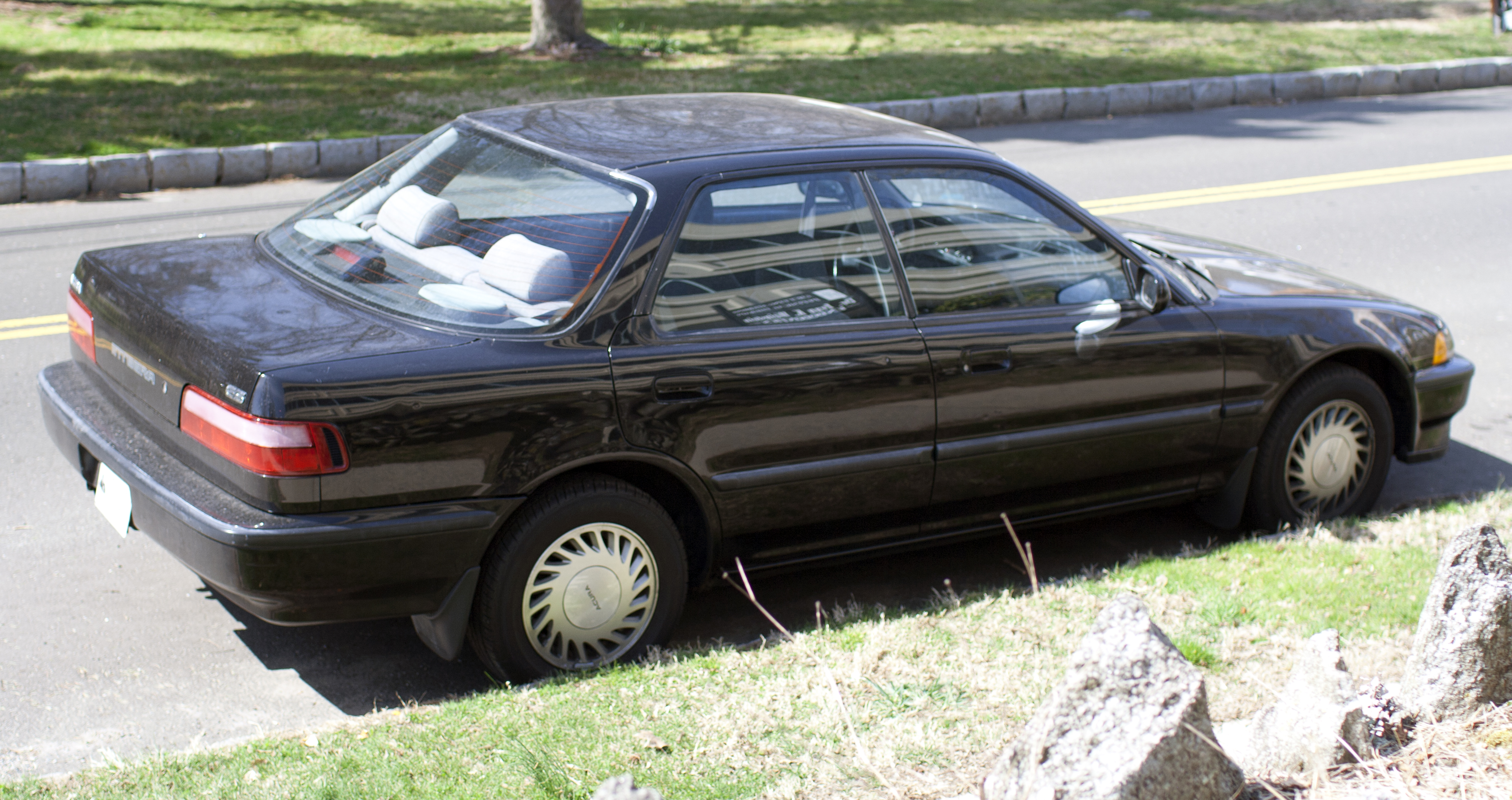
Heckansicht
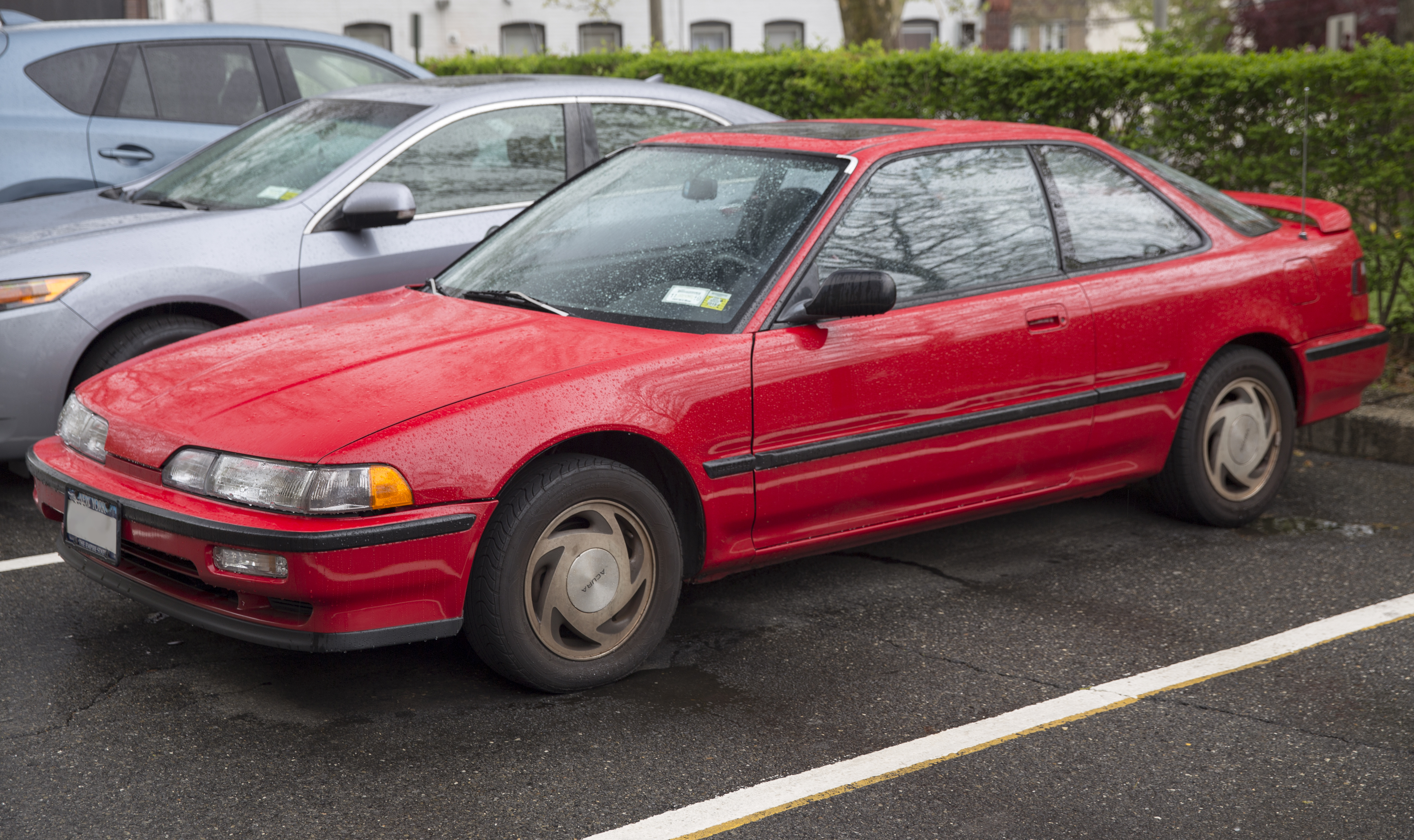
Acura Integra Coupé
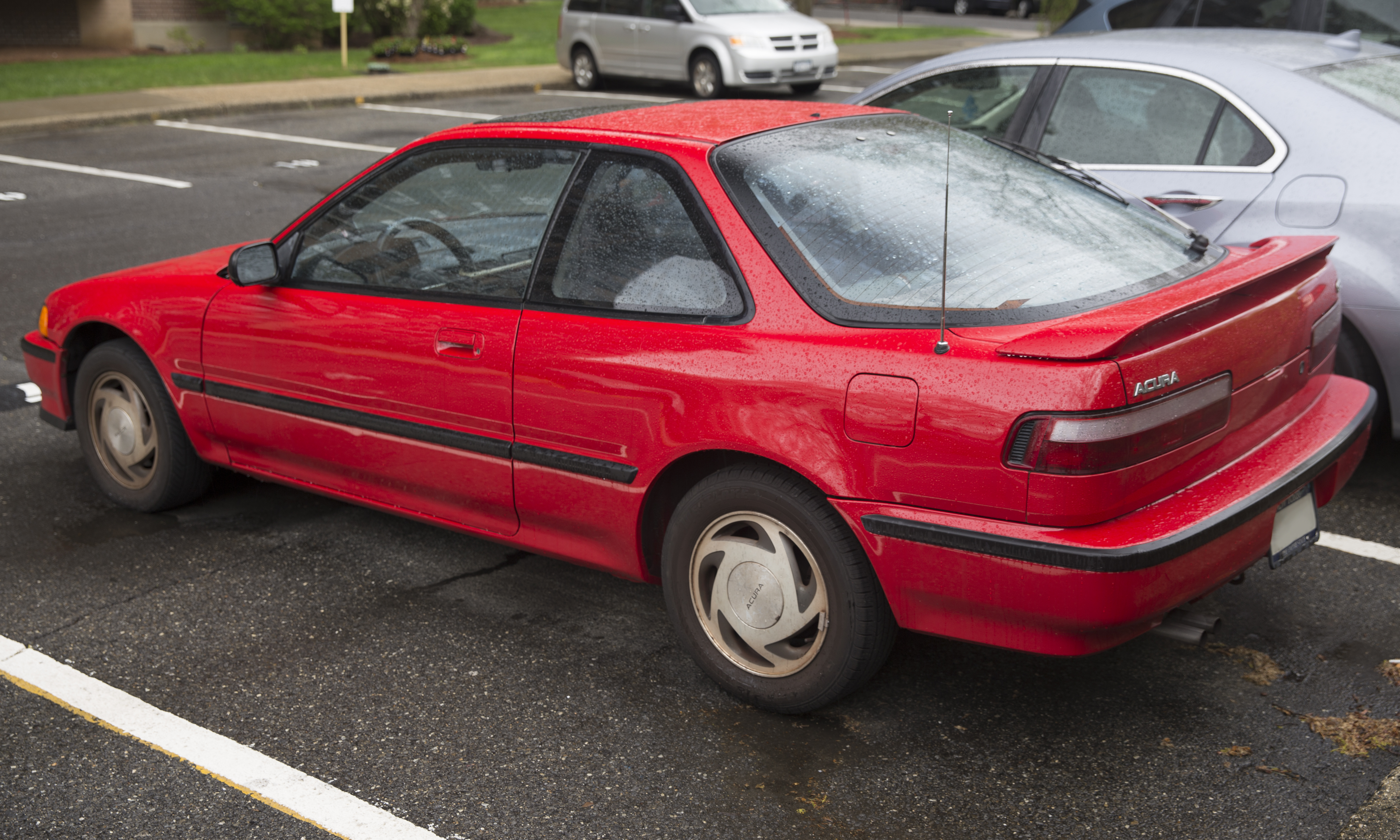
Heckansicht

## 3. Generation (DB6–DB9, DC1–DC2, DC4, 1993–2001)
Von dieser Generation wurde erstmals ein Type-R-Modell angeboten, welches als einziges auch in Europa angeboten wurde. Der Honda Integra Type R hat einen 1,8-Liter-Ottomotor der für den europäischen Markt eine Leistung von 140 kW (190 PS), in Nordamerika 145 kW (197 PS) und in Japan 147 kW (200 PS).
In Nordamerika wurde der Integra als Acura Integra in verschiedenen Ausstattungsvarianten angeboten, alle hatten jedoch das Vier-Augen-Gesicht. Besonders gut erhaltene Type-R-Modelle erzielen mittlerweile Höchstpreise von über 100.000 US-Dollar auf Auktionen.

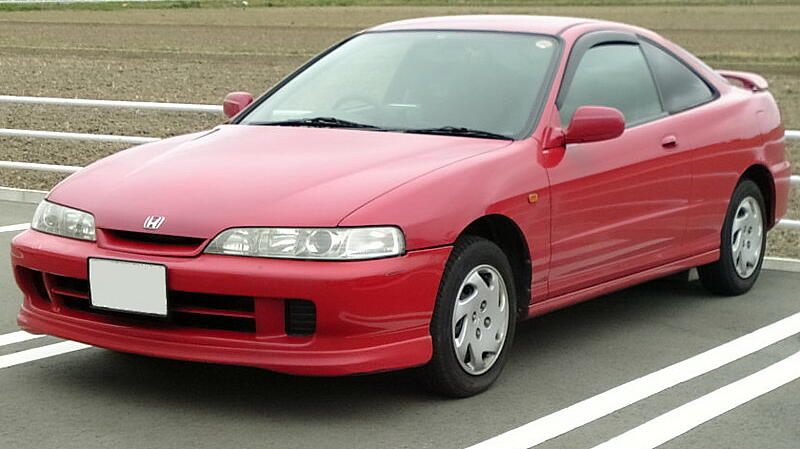
Coupé
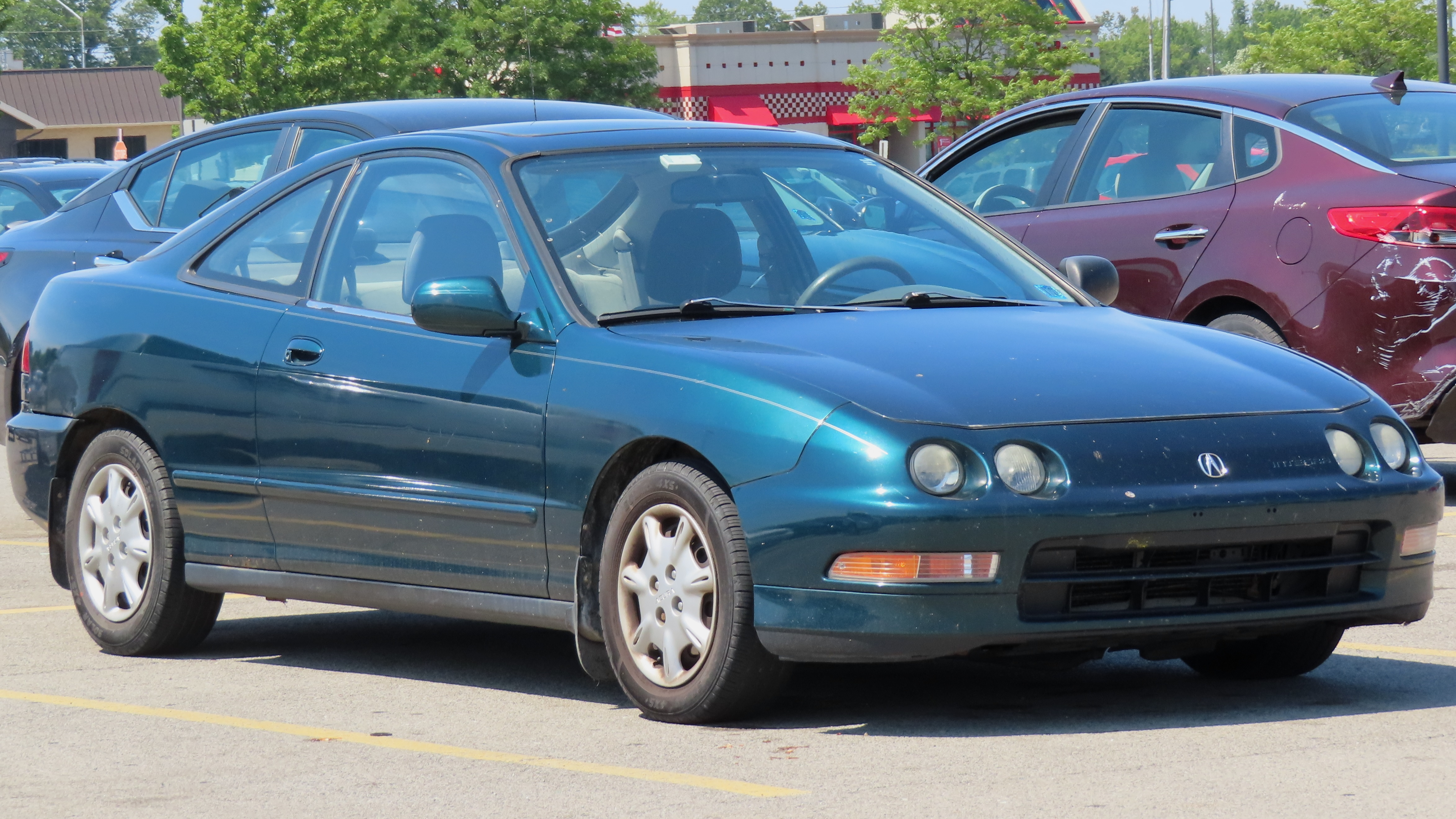
Acura Integra LS
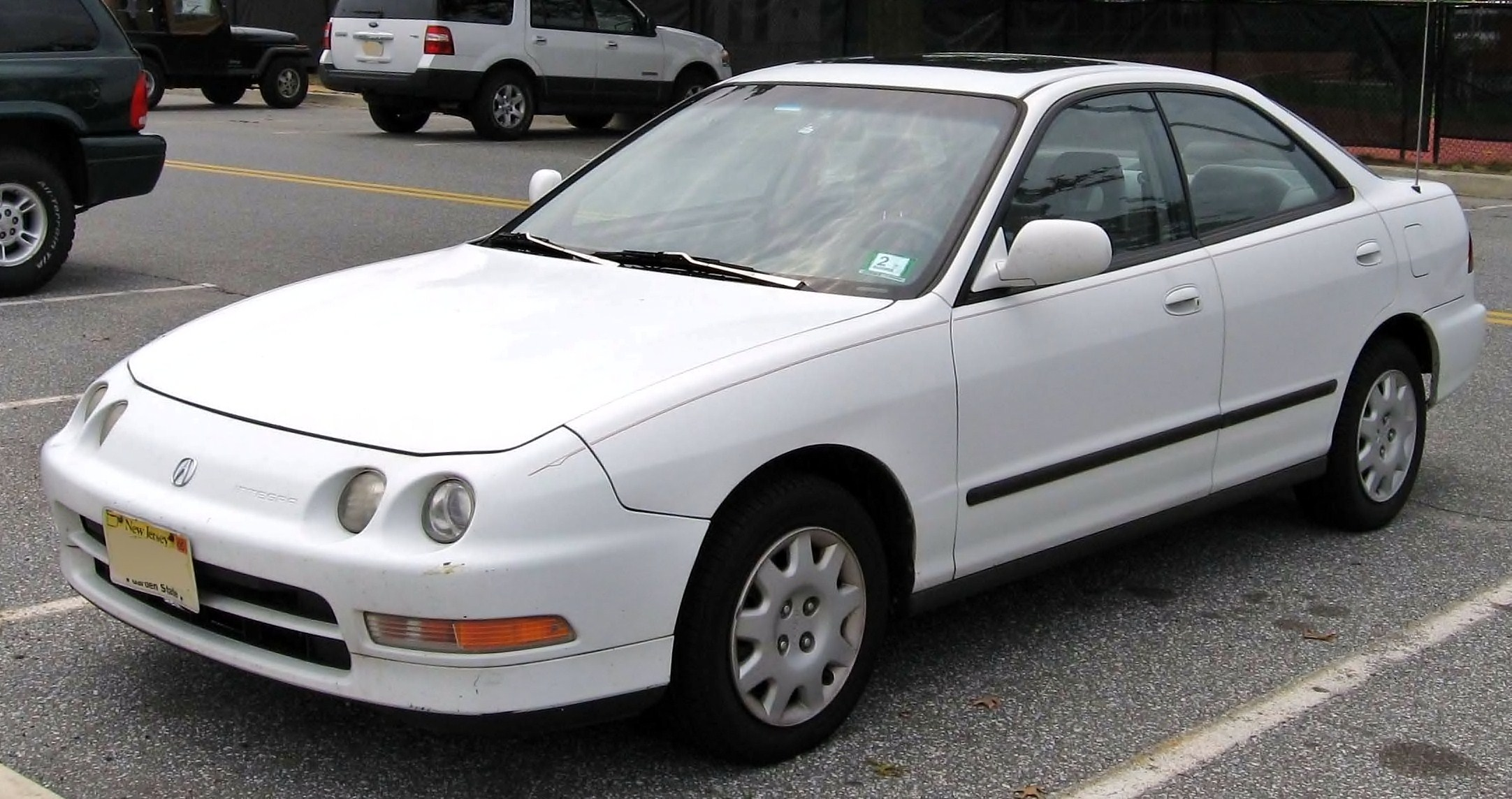
Limousine
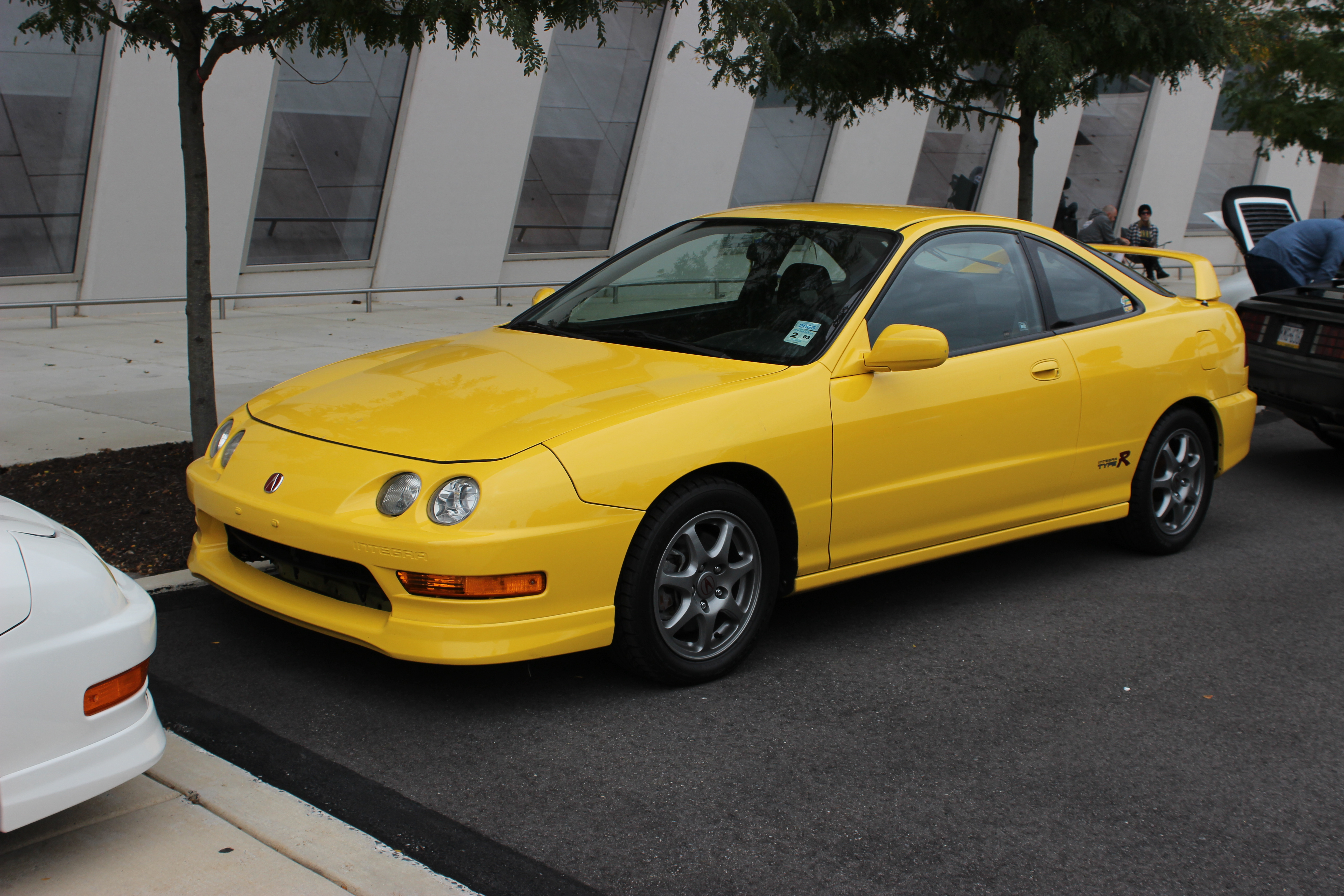
Acura Integra Type-R
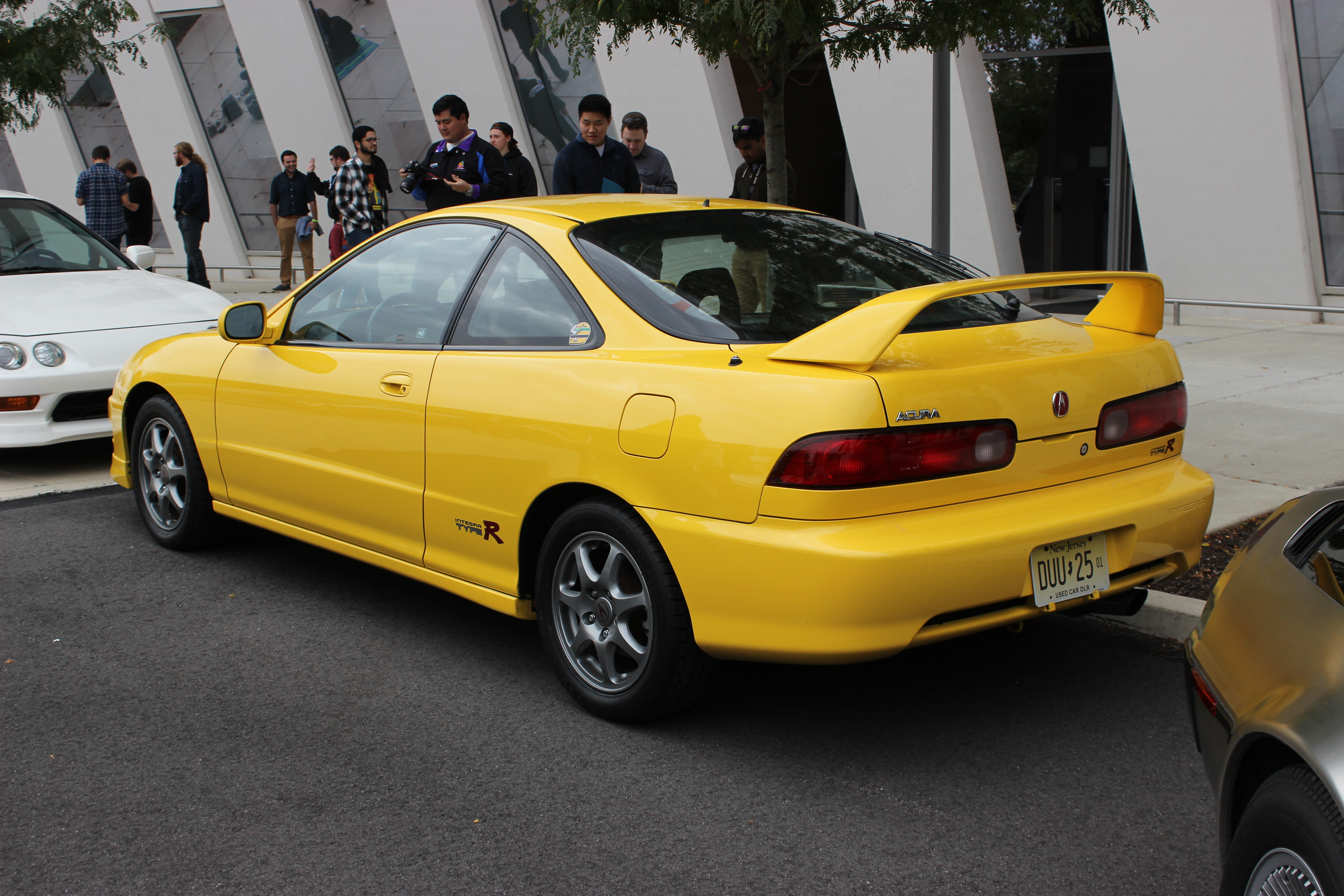
Heckansicht

## 4. Generation (DC5, 2001–2006)
Die letzte Version des Integra wurde nunmehr ausschließlich als Coupé angeboten. Auch wurde diese Version in Nordamerika nicht mehr als Integra, sondern als Acura RSX vermarktet, um der Marke mehr Eigenständigkeit zu verleihen.

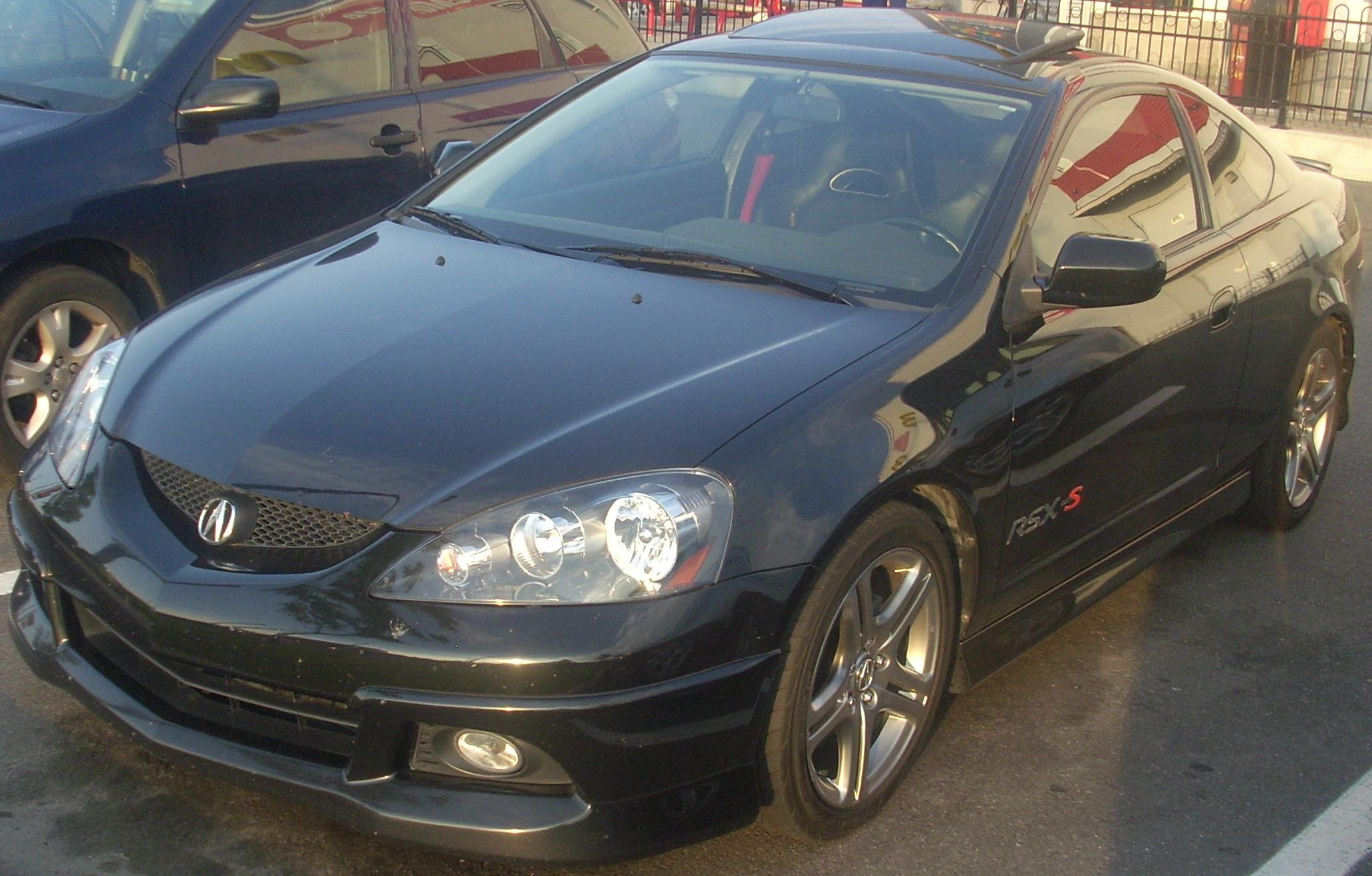
Acura RSX
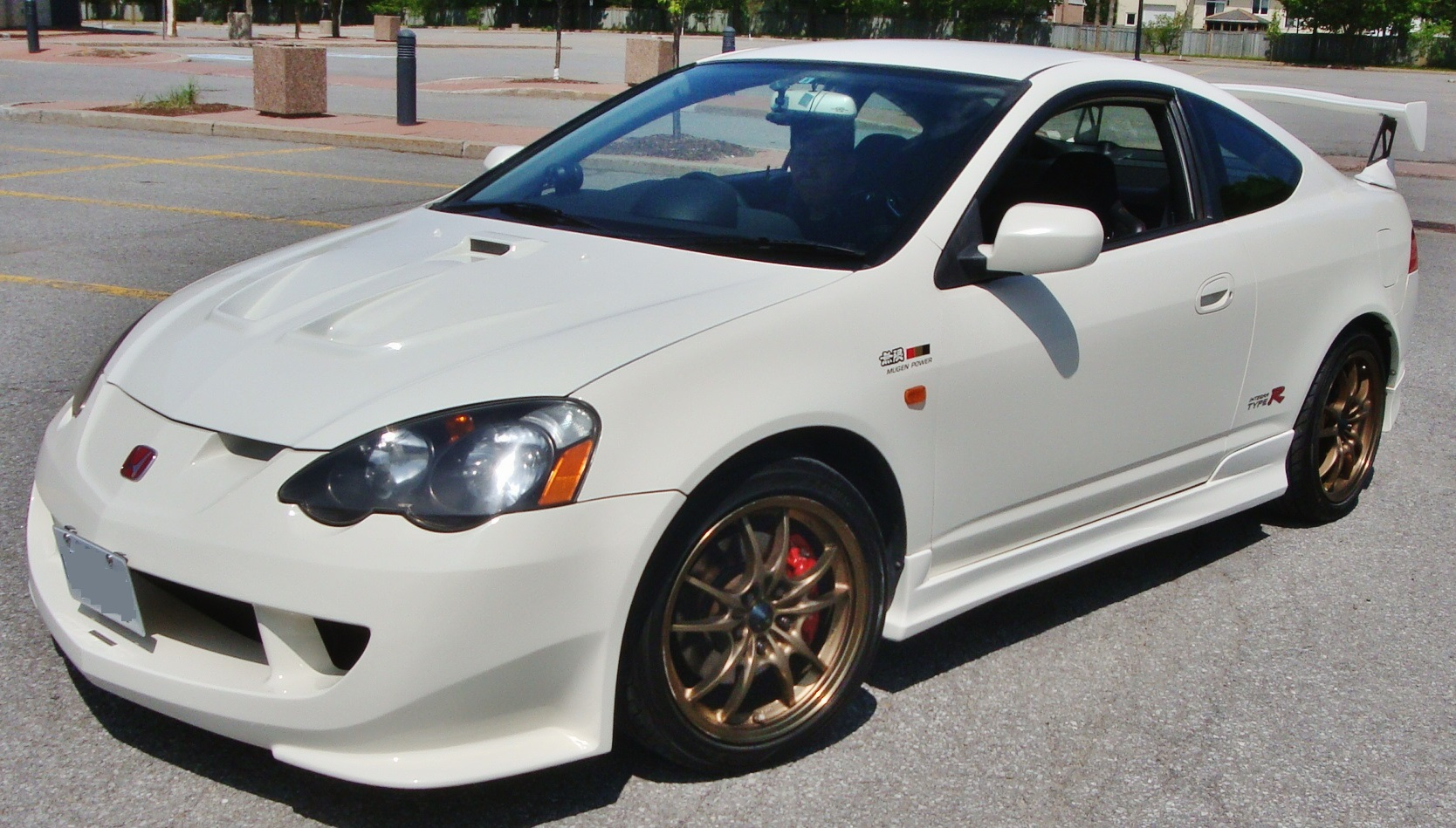
Honda Integra Type-R Mugen
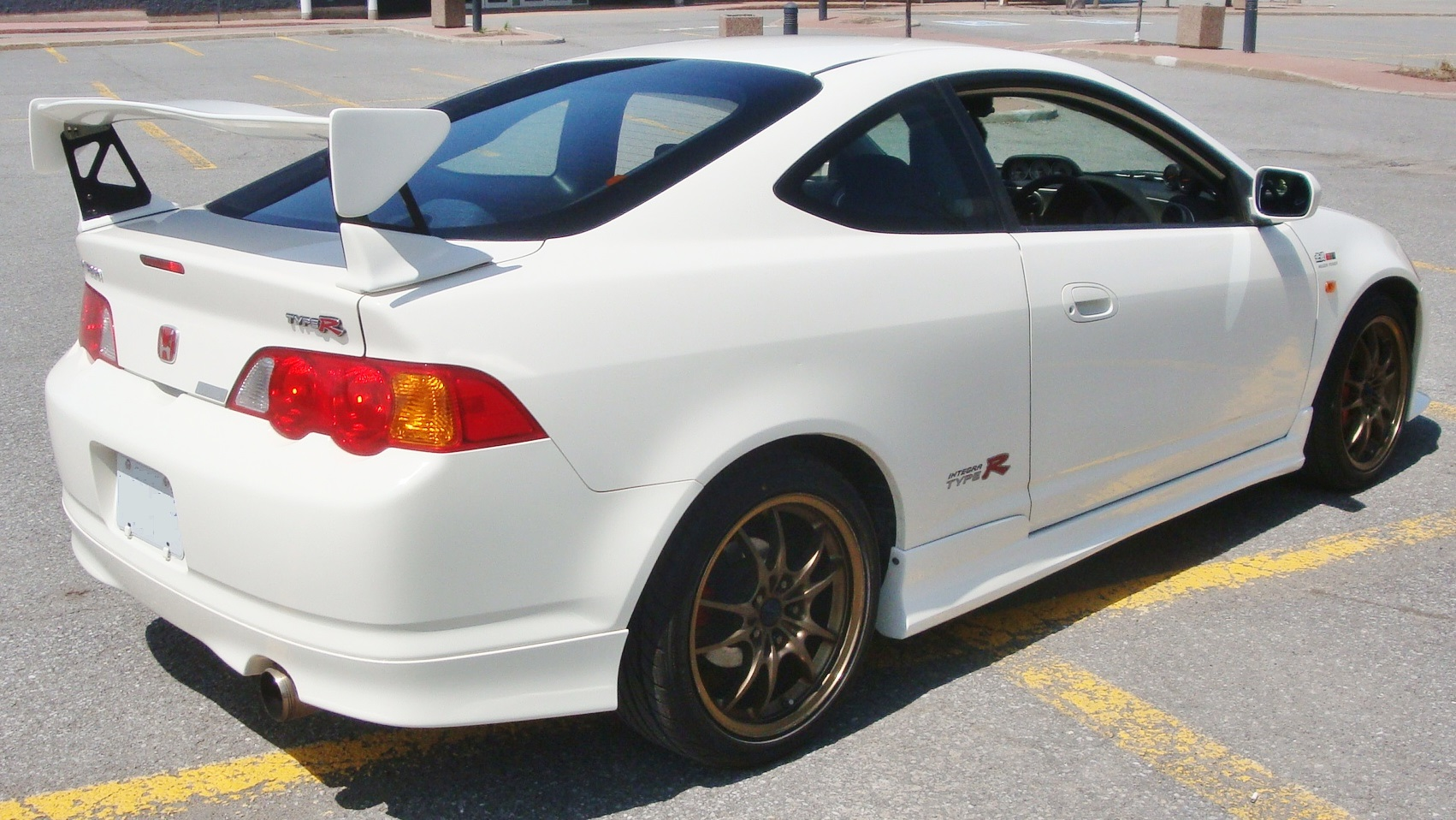
Heckansicht

### Motoren
| Modelle    | Motorkennung | Motor-Typ          | Hubraum  | Zylinder | Leistung                     | Drehmoment          |
| ---------- | ------------ | ------------------ | -------- | -------- | ---------------------------- | ------------------- |
| iS, Type S | K20A         | Ottomotor (i-VTEC) | 1998 cm³ | Reihe 4  | 118 kW (160 PS) / 6500 1/min | 191 Nm / 4000 1/min |
| Type R     | K20A         | Ottomotor (i-VTEC) | 1998 cm³ | Reihe 4  | 162 kW (220 PS) / 8000 1/min | 206 Nm / 7000 1/min |

## 5. Generation (seit 2021)
Als baugleiches Modell zur elften Civic-Generation präsentierte zunächst GAC-Honda in China im September 2021 einen neuen Integra. Im Juni 2022 wurde ein ähnliches Modell als Acura Integra auch in Nordamerika wieder eingeführt, wo es den Acura ILX ersetzt. Das China-Modell hat ein Stufenheck oder ein Schrägheck, das Nordamerika-Modell ein Fließheck.

### China
Der Integra wird in China parallel zum bei Dongfeng-Honda gebauten Civic angeboten und kam im Dezember 2021 als Stufenheck-Limousine in den Handel. Ein serieller Hybridantrieb folgte im Dezember 2022, eine Schrägheck-Variante im Februar 2023. Eine sportlicher gestaltete Variante mit einem Mugen-Kit wurde im Februar 2024 vorgestellt, eine Modellpflege im März 2025.
Eine Marktpositionierung mit zwei nahezu baugleichen Modellen ist in China nicht unüblich. So bieten beispielsweise Toyota den Toyota RAV4 auch als Toyota Wildlander oder Volkswagen den VW T-Cross auch als VW Tacqua an. Auch Honda hat mit dem Honda HR-V und dem Honda XR-V weitere baugleiche Modelle im Portfolio.

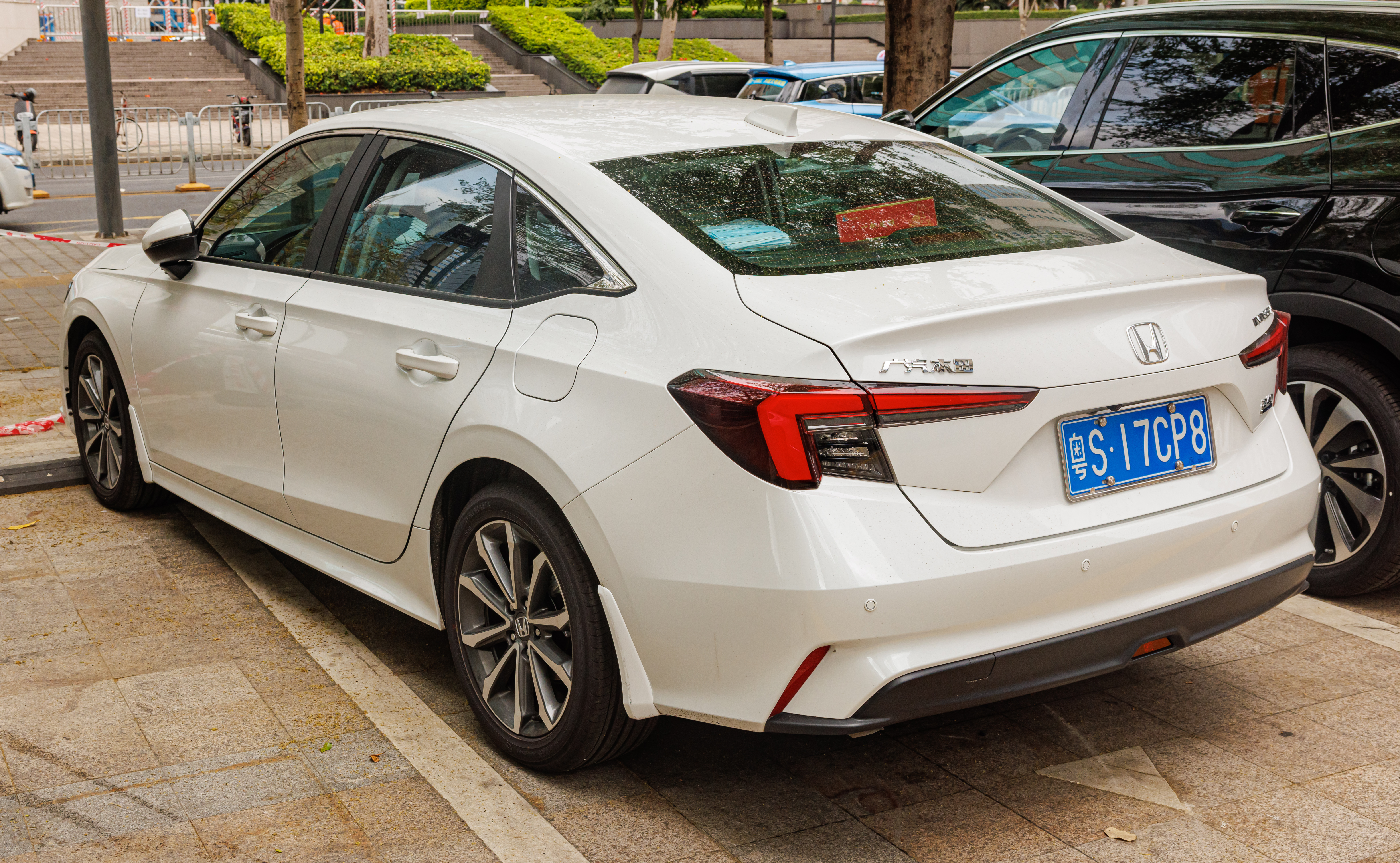
Heckansicht
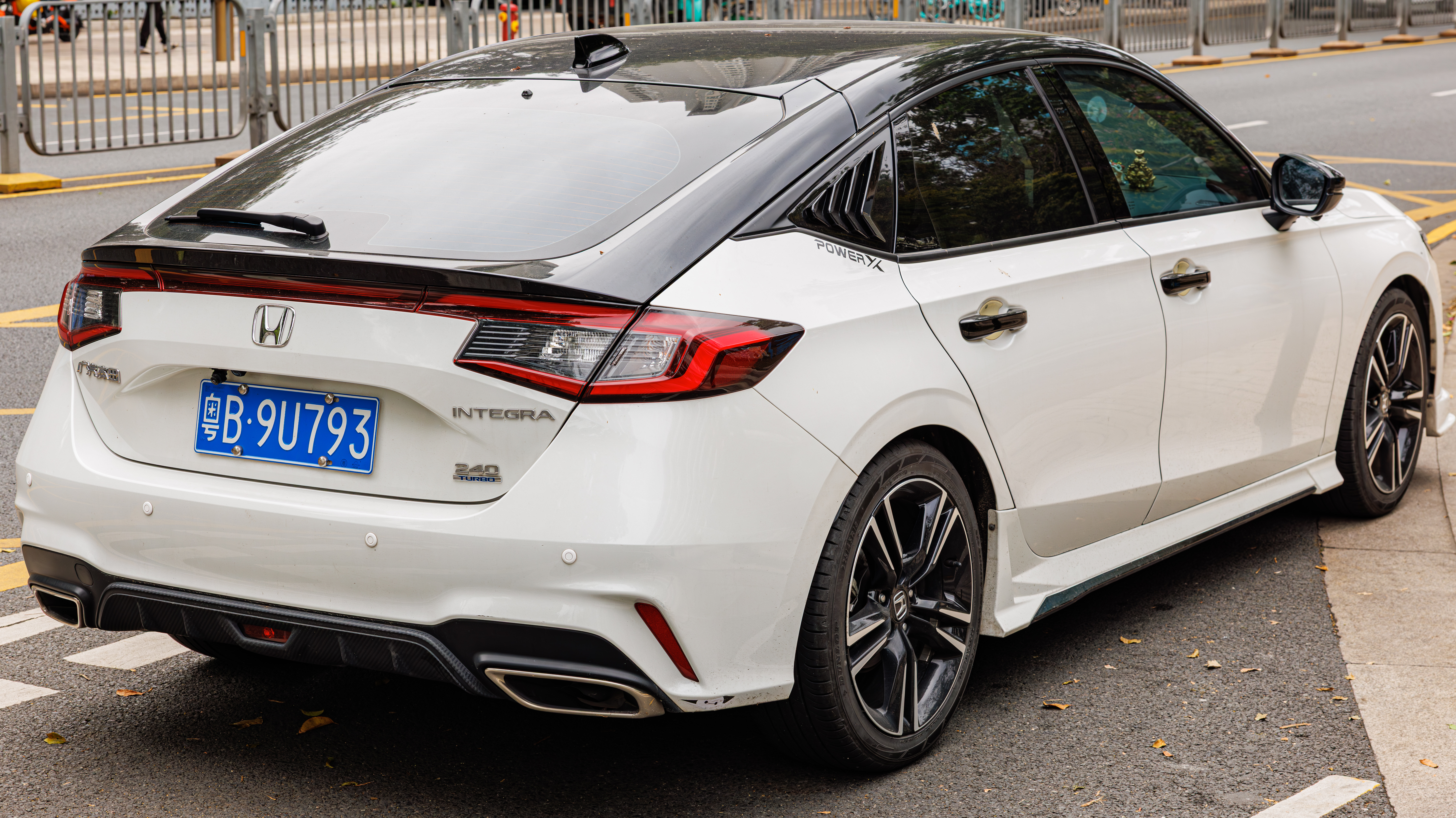
Honda Integra Schrägheck

| Kenngrößen                                  | 240 Turbo                     | 2.0 e:HEV                    |
| Bauzeitraum                                 | seit 12/2021                  | seit 12/2022                 |
| Motorkenndaten                              |                               |                              |
| Motortyp                                    | R4-Ottomotor                  | R4-Ottomotor + Elektromotor  |
| Gemischaufbereitung                         | Direkteinspritzung            | Saugrohreinspritzung         |
| Motoraufladung                              | Turbolader                    | —                            |
| Hubraum                                     | 1498 cm³                      | 1993 cm³                     |
| max. Leistung Verbrennungsmotor             | 134 kW (182 PS) bei 6000/min  | 105 kW (143 PS) bei 6000/min |
| max. Leistung Elektromotor                  | —                             | 135 kW (184 PS)              |
| max. Drehmoment Verbrennungsmotor           | 240 Nm bei 1700–4500/min      | 182 Nm bei 4500/min          |
| max. Drehmoment Elektromotor                | —                             | 315 Nm                       |
| Kraftübertragung                            |                               |                              |
| Antrieb, serienmäßig                        | Vorderradantrieb              | Vorderradantrieb             |
| Getriebe, serienmäßig                       | 6-Gang-Schaltgetriebe         | Stufenloses Getriebe         |
| Getriebe, optional                          | (Stufenloses Getriebe)        | —                            |
| Messwerte                                   |                               |                              |
| Höchstgeschwindigkeit                       | 208 km/h (200 km/h)           | 180 km/h                     |
| Beschleunigung, 0–100 km/h                  | k. A. (8,7 s)                 | k. A.                        |
| Kraftstoffverbrauch auf 100 km (kombiniert) | 5,6 l Super (5,9–6,2 l Super) | 4,4–4,5 l Super              |
| Abgasnorm                                   | China VI                      | China VI                     |

Werte in runden Klammern gelten für Modelle mit stufenlosem Getriebe.

### Nordamerika
Am 10. März 2022 enthüllte Acura die Serienversion des Integra für das Modelljahr 2023, nachdem im August 2021 das Fahrzeug bereits angeteasert wurde. Das Design des Serien-Integra ist nahezu identisch mit dem der Vorserienversion, jedoch sind die gelbe Außenfarbe und die Außenaufkleber, die auf dem Vorserienmodell zu sehen sind, beim Serienmodell nicht vorhanden. Der Innenraum des Serien-Integra teilt sich mehrere Teile mit dem Civic der elften Generation. Die Vorbestellungen für den neuen Integra begannen am 10. März 2022.
Der Integra war zum Marktstart in drei Ausstattungsvarianten erhältlich: ein Basismodell, das Mittelklassemodell A-Spec und das Topmodell A-Spec Technology Package. Während alle Modelle über ein CVT-Getriebe verfügen, bietet nur das A-Spec Technology Package ein Sechsgang-Schaltgetriebe mit Sperrdifferenzial. Die sportlichere Type-S-Variante debütierte im April 2023 im Rahmen des Acura Grand Prix of Long Beach.
Eine überarbeitete Version der Baureihe präsentierte Acura im Juli 2025.
Das Design den neuen Integra greift auch auf Merkmale des bekannten Vorgängermodells zurück, so sind etwa die Schriftzüge Integra vorne und hinten in die Stoßstangen eingeprägt.

#### Technik
Der Standard-Antriebsstrang des neuen Integra ist ein 1,5-Liter-Vierzylinder-Turbobenziner aus dem Honda Civic Si, der 149 kW (203 PS) leistet und ein maximales Drehmoment von 260 Nm hat. Der Motor ist serienmäßig an ein CVT-Getriebe gekoppelt, ein manuelles Sechsgang-Schaltgetriebe mit Sperrdifferenzial ist ebenfalls verfügbar. Im Gegensatz zu den in Japan gebauten Vorgängermodellen wird der neue Integra in den Vereinigten Staaten in der Marysville Auto Plant in Marysville (Ohio) produziert.
Am 11. April 2023 wurde der Integra Type S (Modellcode DE5) vorgestellt, der seit Juni 2023 verkauft wird. Der Type S stellt wie bei den Modellen Acura MDX und TLX das Topmodell der Baureihe dar (wie bereits zuvor in der dritten Generation, damals aber noch als Type-R bezeichnet). Der Integra Type S teilt sich die Technik mit dem Honda Civic Type R, einschließlich des 2,0-Liter-Turbomotors (K20C1), der Vierkolben-Brembo-Bremsanlage und dem 6-Gang-Schaltgetriebe. Ein Automatikgetriebe steht nicht zur Verfügung. Das Modell hat außerdem die breitere Spur des Civic Type Rs, was die Anbringung von Kotflügelverbreiterungen erforderlich machte. Die Leistung des Type S wurde im Vergleich zum Civic Type R leicht erhöht auf 238 kW (324 PS), das maximale Drehmoment von 420 Nm ist aber gleich geblieben.

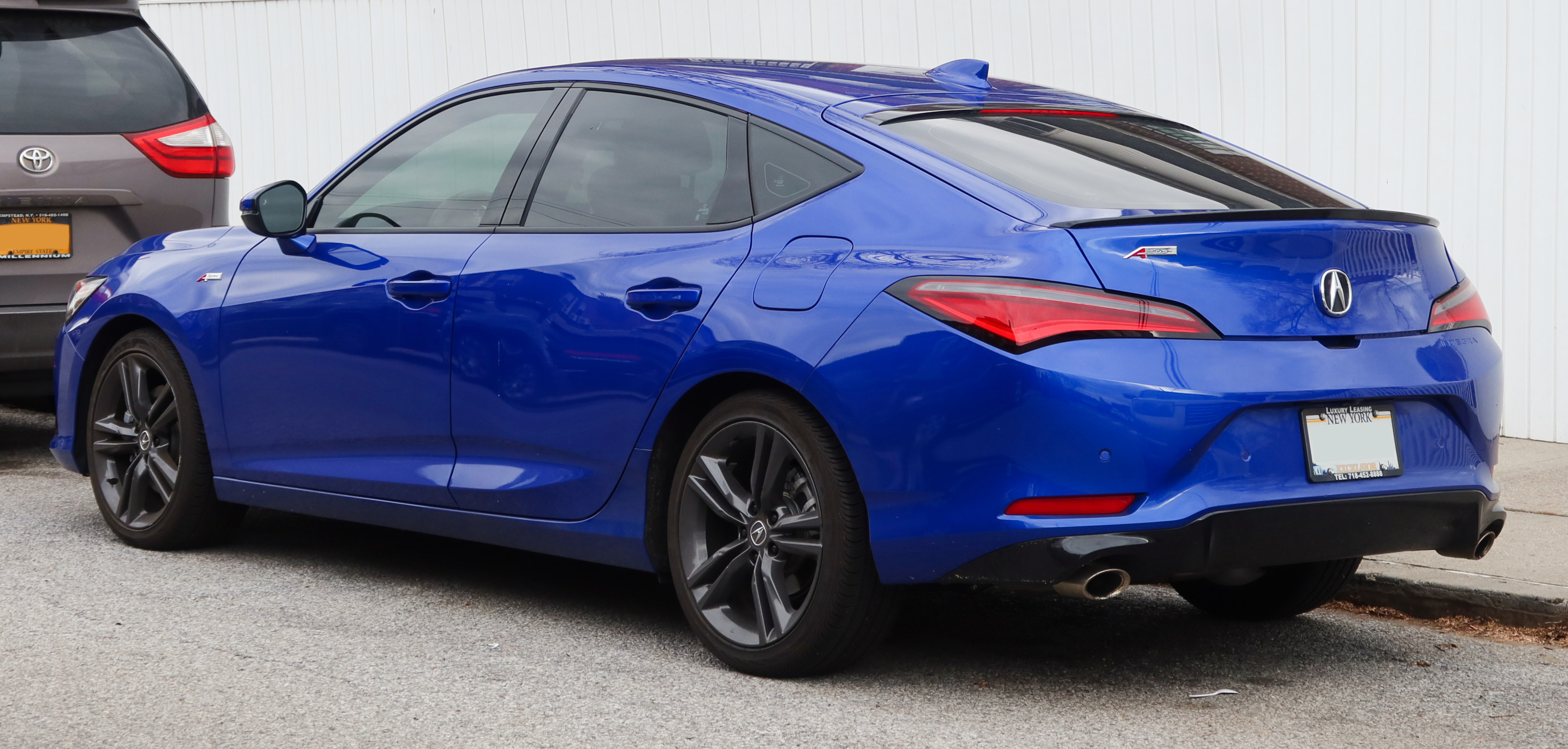
Heckansicht Integra A-spec
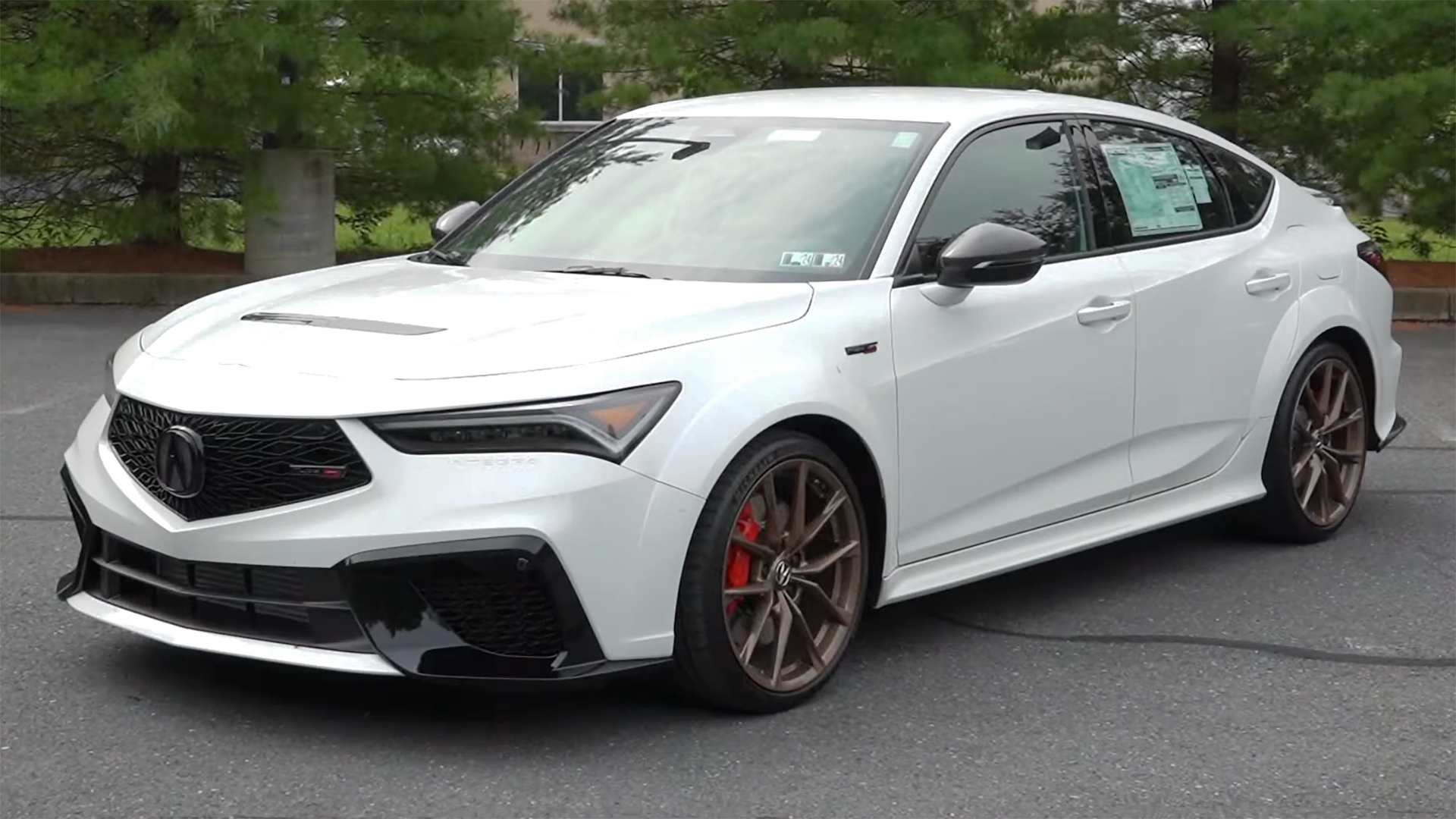
Acura Integra Type-S (2023–2025)

| Kenngrößen                                  | 1.5 VTEC Turbo               | 2.0 VTEC Type S              |
| Bauzeitraum                                 | seit 05/2022                 | seit 06/2023                 |
| Motorkenndaten                              |                              |                              |
| Motortyp                                    | R4-Ottomotor                 | R4-Ottomotor                 |
| Gemischaufbereitung                         | Direkteinspritzung           | Direkteinspritzung           |
| Motoraufladung                              | Turbolader                   | Turbolader                   |
| Hubraum                                     | 1498 cm³                     | 1998 cm³                     |
| max. Leistung                               | 149 kW (203 PS) bei 6000/min | 238 kW (324 PS) bei 6500/min |
| max. Drehmoment                             | 260 Nm bei 1800–5000/min     | 420 Nm bei 2600–4000/min     |
| Kraftübertragung                            |                              |                              |
| Antrieb, serienmäßig                        | Vorderradantrieb             | Vorderradantrieb             |
| Getriebe, serienmäßig                       | Stufenloses Getriebe         | 6-Gang-Schaltgetriebe        |
| Getriebe, optional                          | (6-Gang-Schaltgetriebe)      | —                            |
| Messwerte                                   |                              |                              |
| Höchstgeschwindigkeit                       | k. A.                        | 270 km/h                     |
| Beschleunigung, 0–100 km/h                  | k. A.                        | 5,5 s                        |
| Kraftstoffverbrauch auf 100 km (kombiniert) | 7,1–7,8 l Super              | 9,8 l Super                  |
| Abgasnorm                                   | LEV3-SULEV50                 | LEV3-ULEV50                  |